# 斯瓦爾巴大學中心
斯瓦尔巴大学中心（挪威語：Universitetssenteret på Svalbard），是挪威的国有有限公司，专门从事北极方面的研究并提供相关的高等教育。该公司的全部股份均为挪威教育和研究部所拥有，但是该公司的董事会则由奥斯陆大学、卑尔根大学、特罗姆瑟大学、挪威科技大学以及挪威生命科学大学共同选出，再由董事会选出一名领导，任期为四年。斯瓦尔巴大学中心位于北纬78°的朗伊尔城，是全球最北边的教育和研究中心。该中心开设北极生物学、北极地质学、北极地球物理学、北极科技以及北极安全这五个方面的课程。

## 组织
1993年，斯瓦尔巴大学中心成立于斯匹次卑尔根岛西岸且只有2000人居住的朗伊尔城。尽管名称中有“大学”二字，但是斯瓦尔巴大学中心并非大学，而是一家从事研究并提供高等教育的有限公司。这个大学中心最初建立的目的是为了利用斯匹次卑尔根岛得天独厚的地理优势，以进行和北极相关的科学研究。虽然当地的官方语言为挪威语，但是斯瓦尔巴大学中心的所有学院均使用英语教学。2015年，斯瓦尔巴大学中心有68%的学生来自挪威以外的其他国家，其中12%来自其他北欧国家，11%来自德国，9%来自荷兰，6%来自英国，还有6%来自俄罗斯。斯瓦尔巴大学中心不收取任何学费，由由27名全职教授、43名兼职教授和160名客座讲师授课。